# رز قزاقی
رز قزاقی(نام علمی: Rosa fedtschenkoana) نام یک گونه از سرده رز است.